# Katherine Philips
Katherine Philips, (The Matchless Orinda) (Londra, 1º gennaio 1632 – Londra, 22 giugno 1664), è stata una poetessa, letterata e traduttrice gallese.
La produzione poetica traeva ispirazione dall'amore, dal matrimonio, dalle relazioni amorose in genere, anche tra lo stesso sesso, suscitando interesse e scandalo per le sue teorizzazioni sull'amore – ancorché platonico - tra donne. Fu autrice di traduzioni dal francese, tra cui alcune opere di Molière.

## Biografia
Figlia di un mercante e pastore presbiteriano di Londra. Studiò nel collegio di Hackney dove conobbe , tra le altre, Mary Aubrey, la "Rosania" delle sue poesie. Nel 1648 sposò James Philips, uno dei parlamentari che sostennero la condanna a morte di Carlo I.
Fu scoperta, come poetessa dal poeta metafisico Henry Vaughan, e compose per il poeta e drammaturgo William Cartwright (1611-1643). Fu in questo periodo che cominciò a usare lo pseudonimo "Orinda".
Dopo la Restaurazione, nonostante durante la Guerra Civile avesse manifestato simpatie monarchiche, fu coinvolta nella epurazione di quanti avevano congiurato contro il Re assieme al marito, che perse il titolo e le terre ricevute in dono da Oliver Cromwell.
Morì di vaiolo nel 1664.

## Curiosità
Ha ispirato la figura di Orinda, vedova attempata, ipersensibile alle faccende d'amore, ed ella stessa vittima di un amore, sia pur platonico, per una donna, nella tragedia in 5 atti di Girolamo Graziani Il Cromuele (1671) ambientata nell'Inghilterra della Guerra Civile.

## Opere
Lettere e poesie
- Letters by the Late Celebrated Mrs. Katherine Philips, London, W. Onley for Samuel Briscoe, 1697.
- Letters from Orinda to Poliarchus, London, Printed by W.B. for Bernard Lintott, 1705 (2nd ed. enlarged: London, Bernard Lintott, 1729).
- Mutuall Affection between Orinda and Lucasia in: Henry Lawes, Second Book of Ayres, and Dialogues,London, T. Harper for John Playford, 1655.
- Poems. By the Incomparable Mrs. Katherine Philips, London, J.G. for Richard Marriott, 1664.
- "Poems by the Most Deservedly Admired Mrs. Katherine Philips, The Matchless Orinda", a cura di Sir Charles Cotterell, London, Herringman, 1667.
- "Poems. By the most deservedly Admired Mrs. Katherine Philips, the matchless Orinda. To which is added, Monsieur Corneille's Pompey & Horace, Tragedies. With several other Translations out of French", London, Henry Herringman, 1667.

Traduzioni
- Pompey: A Tragedy, Pierre Cornèille: Mort de Pompée, Dublin, Printed by John Crooke for Samuel Dancer, 1663.
- Pomey. A Tragedy. Acted with Great Applause'. London, Printed for John Crooke, 1663.

Edizioni moderne
- Louise I. Guiney ed., The Orinda Booklets. No. 1. Cottingham, Near Hull, 1904.
- Julie G. Longe, ed., Martha, Lady Gifford: Her Life and Correspondence (1664-1772): A Sequel to the Letters of Dorothy Osborne, London, George Allen, 1911.
- Paul Elmen ed., “Some Manuscript Poems by the Matchless Orinda.”, in Philological Quarterly, numero 30 (January 1951), pagg. 53-57.
- The Collected Works of Katherine Philips: The Matchless Orinda. Volume 1: "The Poems". A cura di Patrick Thomas, Stump Cross, Essex, 1990.
- "A Song on a Ground, the Words by Madam Philips" in A Micellany of both songs and Personal notes Attributed to Purcell and Others, Washington D.C., The Folger's Library. Pagg. 110-111.